# 新宿統括センター
新宿統括センター（しんじゅくとうかつセンター）は、東日本旅客鉄道（JR東日本）首都圏本部の駅・運転士・車掌を所管する組織である。
2024年3月16日に新宿営業統括センター、新宿運輸区を統合して発足し、2025年3月15日に、御茶ノ水営業統括センターの一部、渋谷営業統括センターの一部を更に統合する。

## 所管

### 駅
- 新宿駅 - 所長所在駅
- 御茶ノ水駅
- 水道橋駅
- 飯田橋駅★
- 市ケ谷駅
- 四ツ谷駅
- 信濃町駅
- 千駄ケ谷駅
- 代々木駅
- 大久保駅★
- 新大久保駅★
- 高田馬場駅★

★: JR東日本ステーションサービスに業務委託

### 乗務ユニット
- 新宿駅構内に設置（旧新宿運輸区）
- 担当線区（運転士）
  - 湘南新宿ライン：新宿駅 - 小田原駅・逗子駅間
  - 東海道線：東京駅 - 来宮駅間
  - 東海道貨物線：新鶴見信号場 - 小田原駅間
  - 横須賀・総武快速線：東京駅 - 逗子駅間
  - 埼京線（相鉄線直通列車のみ）：新宿駅 - 羽沢横浜国大駅間

- 担当線区（車掌）
  - 湘南新宿ライン：大宮駅 - 小田原駅・逗子駅間
  - 中央本線：東京駅 - 塩尻駅間（中距離電車のみ乗務）　
  - 篠ノ井線：塩尻駅 - 松本駅間
  - 東海道線：東京駅 - 熱海駅間
  - 埼京線（相鉄線直通列車のみ）：新宿駅 - 羽沢横浜国大駅間
  - 特急列車：あずさ、かいじ、湘南（新宿駅発着のみ）

## 歴史
- 2022年7月1日 - 新宿営業統括センター（新宿駅）が発足。
- 2023年6月1日 - 御茶ノ水営業統括センター（御茶ノ水、神田、水道橋各駅の統合）が発足。
- 2024年3月16日 - 新宿営業統括センター、新宿運輸区を統合して新宿統括センター発足。新宿営業統括センター、新宿運輸区を廃止する。
- 2025年3月15日 - 新宿統括センターに、御茶ノ水営業統括センターの一部（御茶ノ水、水道橋）、渋谷営業統括センターの一部（四ツ谷、信濃町、千駄ケ谷、代々木）をさらに統合する。御茶ノ水営業統括センターを廃止する。

| スタブアイコン | サブスタブ | この項目は、まだ閲覧者の調べものの参照としては役立たない、鉄道に関連した書きかけの項目です。この項目を加筆・訂正などしてくださる協力者を求めています（P:鉄道/PJ:鉄道）。 |